# 蓮成寺 (富士宮市)
蓮成寺（れんじょうじ）は、静岡県富士宮市に所在する日蓮正宗の寺院。山号は蓮華山（れんげさん）。

## 起源と歴史
- 1394年 - 丹後坊日慶により建立される。開基は日蓮正宗大石寺第6世日時。
- 1904年11月10日 - 改築される。
- 1963年2月28日 － 改築される。

## 所在地
- 静岡県富士宮市下柚野494

## 寺院周辺
- 富士宮市役所袖野出張所

## 交通アクセス
- 身延線芝川駅から車で15分